# Магнолия Суланжа
Магнолия Суланжа (лат. Magnolia soulangeana) — вид цветковых растений, входящий в род Магнолия (Magnolia) семейства Магнолиевые (Magnoliaceae).

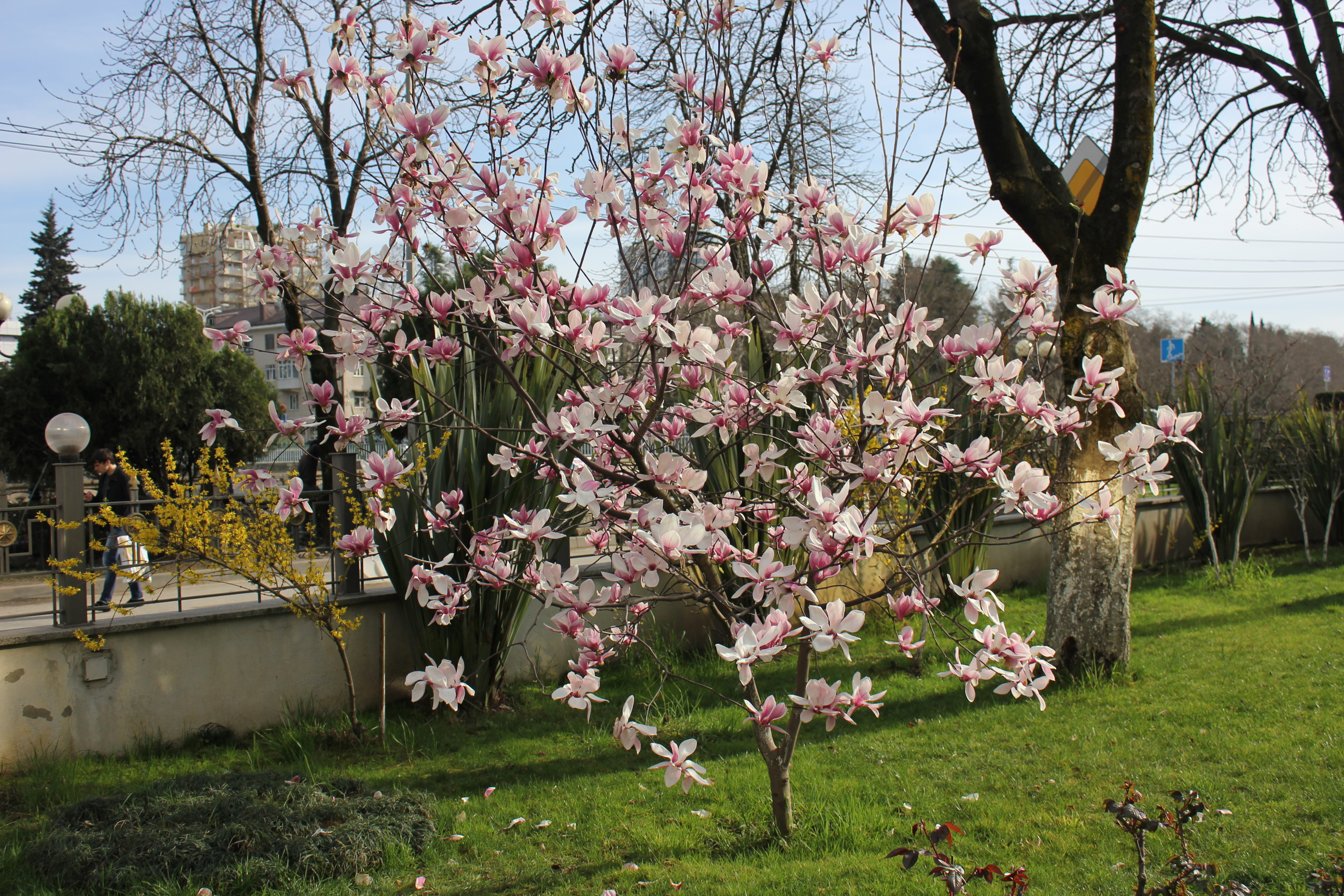
Дерево, Сочи, март 2013

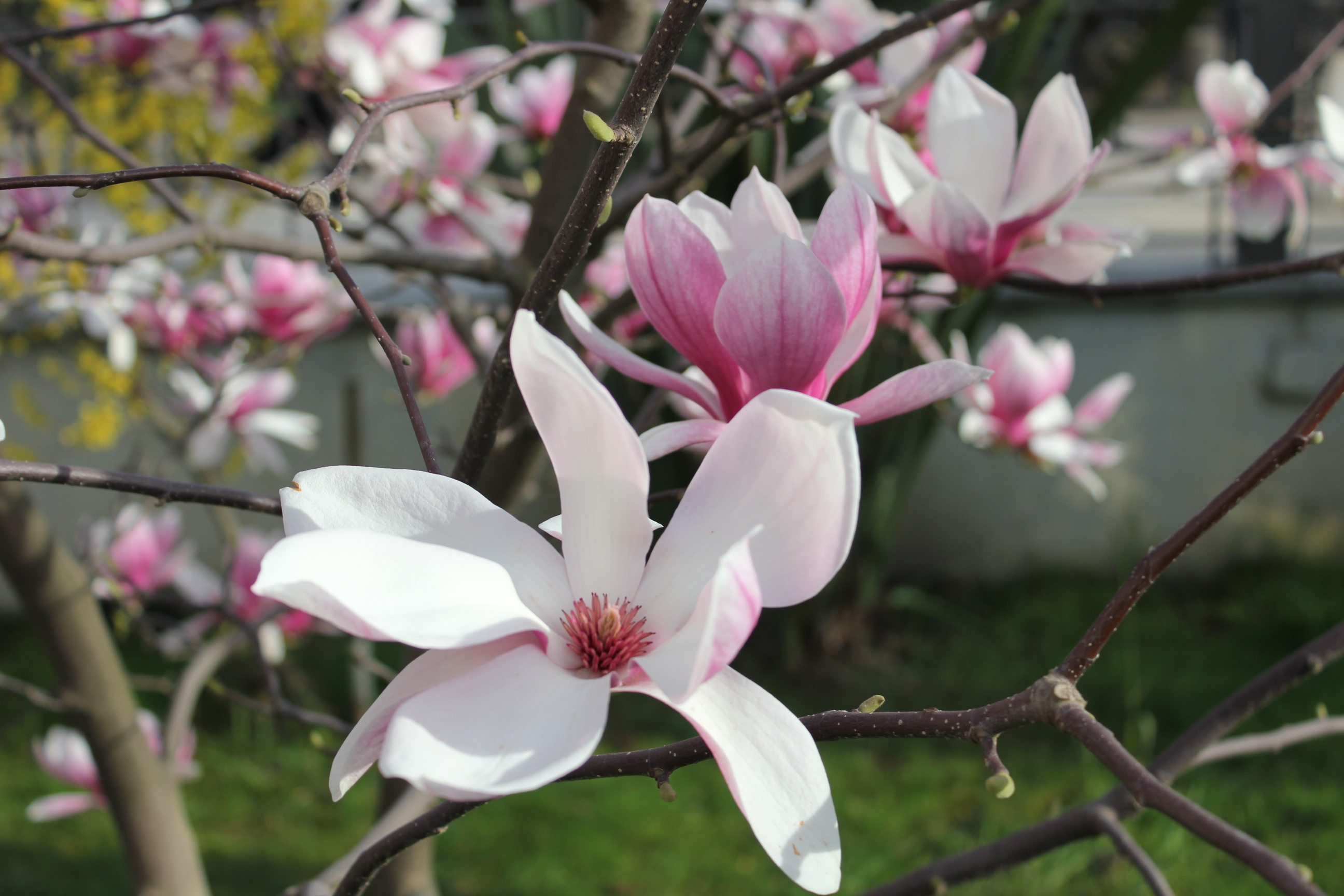
Цветение, Сочи, март 2012

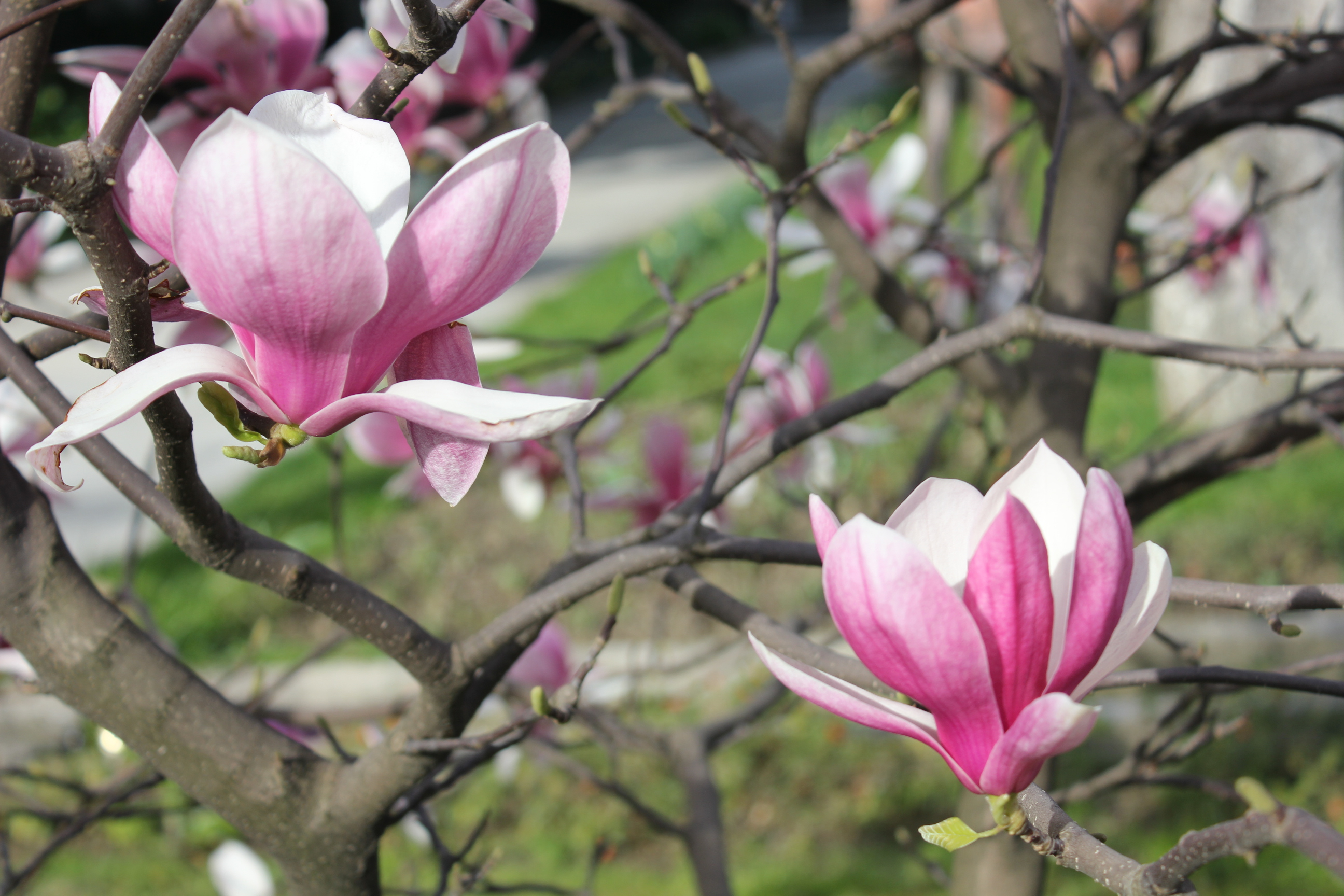
Цветки, Сочи, март 2013

## Распространение
Вид был выведен Этьеном Суланжем в 1820 году во Франции, откуда быстро распространился по Великобритании, и другим частям Европы. Также был завезён в Северную Америку.

## Ботаническое описание
Листопадное невысокое дерево или кустарник высотой от 2-3 м до 8 м, с круглой кроной. 
Листья большие светло-зеленые.
Цветки чашевидные, крупные размером до 25 см. Цвет варьирует от чисто-белого (magnolia Lennei) до двухцветного (magnolia Alexandrina)
Цветение в апреле — мае. Плодоношение в сентябре — октябре.

## Условия произрастания
Магнолия Суланжа предпочитает солнечные защищенные участки и плодородные почвы. В хороших условиях цветет рано и обильно.

## Представители
Magnolia ×soulangeana Alexandrina
Magnolia ×soulangeana grandiflora
Magnolia ×soulangeana Lennei